# David Verbec
David Verbec (latinsko Verbezius), slovenski renesančni mislec, * 1577, † 1644.
Napisal je naše prvo pravo knjižno psihološko delo z naslovom Disputatio de temperamentis (Razprava o temperamentih) iz leta 1598.
1. 1 2  Record #116881259 // Gemeinsame Normdatei — 2012—2016.